# Tragia peltata
Tragia peltata là một loài thực vật có hoa trong họ Đại kích. Loài này được Vell. miêu tả khoa học đầu tiên năm 1831.